# Mittelstetten
Mittelstetten là một đô thị thuộc huyện Fürstenfeldbruck trong bang Bayern nước Đức. Đô thị Mittelstetten có diện tích 18,62 km², dân số thời điểm 31 tháng 12 năm 2006 là 1653 người.